# Kvarntjärnen (Degerfors socken, Västerbotten, 714181-169981)
Kvarntjärnen är en sjö i Vindelns kommun i Västerbotten och ingår i Umeälvens huvudavrinningsområde. Sjön har en area på 0,0273 kvadratkilometer och ligger 265,2 meter över havet. Sjön avvattnas av vattendraget Mjösjöån. Eller Kamsjöbäcken.

## Delavrinningsområde
Kvarntjärnen ingår i det delavrinningsområde (714171-169829) som SMHI kallar för Ovan Kryckeltjärnbäcken. Medelhöjden är 278 meter över havet och ytan är 28,42 kvadratkilometer. Det finns inga avrinningsområden uppströms utan avrinningsområdet är högsta punkten. Mjösjöån som avvattnar avrinningsområdet har biflödesordning 4, vilket innebär att vattnet flödar genom totalt 4 vattendrag innan det når havet efter 125 kilometer. Avrinningsområdet består mestadels av skog (61 procent) och sankmarker (33 procent). Avrinningsområdet har 0,37 kvadratkilometer vattenytor vilket ger det en sjöprocent på 1,3 procent.